# Ante Žižić
Ante Toni Žižić (Spalato, 4 gennaio 1997) è un cestista croato, di ruolo centro. È stato selezionato con la 23ª scelta del Draft NBA 2016 dai Boston Celtics.

## Biografia
Nato a Spalato il 4 gennaio 1997 è il fratello minore di Andrija, anch'egli cestista.

## Carriera
Dopo tre stagioni negli Stati Uniti nell'agosto 2020 ha firmato un contratto biennale con il Maccabi Tel Aviv.

## Statistiche

### NBA

#### Regular season
| Anno      | Squadra             | PG  | PT | MP   | TC%  | 3P% | TL%  | RP  | AP  | PRP | SP  | PP  |
| --------- | ------------------- | --- | -- | ---- | ---- | --- | ---- | --- | --- | --- | --- | --- |
| 2017-2018 | Cleveland Cavaliers | 32  | 2  | 6,7  | 73,1 | -   | 72,4 | 1,9 | 0,2 | 0,1 | 0,4 | 3,7 |
| 2018-2019 | Cleveland Cavaliers | 59  | 25 | 18,3 | 55,3 | -   | 70,5 | 5,4 | 0,9 | 0,2 | 0,4 | 7,8 |
| 2019-2020 | Cleveland Cavaliers | 22  | 0  | 10,0 | 56,9 | -   | 73,7 | 3,0 | 0,3 | 0,3 | 0,2 | 4,4 |
| Carriera  | Carriera            | 113 | 27 | 13,4 | 58,1 | -   | 71,1 | 3,9 | 0,6 | 0,2 | 0,4 | 6,0 |

#### Play-off
| Anno     | Squadra             | PG | PT | MP  | TC%  | 3P% | TL%  | RP  | AP  | PRP | SP  | PP  |
| -------- | ------------------- | -- | -- | --- | ---- | --- | ---- | --- | --- | --- | --- | --- |
| 2018     | Cleveland Cavaliers | 8  | 0  | 2,9 | 50,0 | -   | 50,0 | 0,8 | 0,1 | 0,0 | 0,1 | 1,6 |
| Carriera | Carriera            | 8  | 0  | 2,9 | 50,0 | -   | 50,0 | 0,8 | 0,1 | 0,0 | 0,1 | 1,6 |

#### Massimi in carriera
- Massimo di punti: 23 vs Denver Nuggets (19 gennaio 2019)[3]
- Massimo di rimbalzi: 14 vs Chicago Bulls (27 gennaio 2019)
- Massimo di assist: 4 vs Sacramento Kings (4 aprile 2019)
- Massimo di palle rubate: 2 vs Houston Rockets (11 novembre 2019)
- Massimo di stoppate: 2 (8 volte)
- Massimo di minuti giocati: 36 vs Chicago Bulls (27 gennaio 2019)

### Eurolega
| Anno      | Squadra          | PG  | PT  | MP   | TC%  | 3P% | TL%  | RP  | AP  | PRP | SP  | PP   |
| --------- | ---------------- | --- | --- | ---- | ---- | --- | ---- | --- | --- | --- | --- | ---- |
| 2016-2017 | Darüşşafaka      | 20  | 17  | 21,9 | 64,9 | -   | 64,3 | 6,7 | 0,4 | 0,2 | 0,8 | 9,0  |
| 2020-2021 | Maccabi Tel Aviv | 34  | 30  | 19,9 | 58,9 | -   | 77,1 | 5,4 | 0,7 | 0,4 | 0,8 | 9,1  |
| 2021-2022 | Maccabi Tel Aviv | 31  | 28  | 21,1 | 66,7 | -   | 73,0 | 5,0 | 0,6 | 0,5 | 0,8 | 12,2 |
| 2022-2023 | Anadolu Efes     | 31  | 13  | 15,7 | 70,3 | -   | 65,5 | 3,7 | 0,7 | 0,4 | 0,3 | 7,7  |
| 2023-2024 | Anadolu Efes     | 13  | 7   | 15,9 | 71,4 | -   | 70,0 | 2,8 | 0,7 | 0,5 | 0,2 | 6,5  |
| 2023-2024 | Virtus Bologna   | 17  | 3   | 13,0 | 57,4 | -   | 40,0 | 2,6 | 0,5 | 0,1 | 0,6 | 3,5  |
| 2024-2025 | Virtus Bologna   | 25  | 18  | 16,5 | 64,2 | -   | 64,4 | 3,8 | 0,3 | 0,3 | 0,6 | 8,0  |
| Carriera  | Carriera         | 171 | 116 | 18,1 | 64,6 | -   | 68,0 | 4,5 | 0,6 | 0,4 | 0,6 | 8,5  |

## Palmarès

### Squadra
- Campionato israeliano: 1

Maccabi Tel Aviv: 2020-21
- Coppa di Israele: 1

Maccabi Tel Aviv: 2020-21
- Coppa di Lega israeliana: 2

Maccabi Tel Aviv: 2020, 2021
- Campionato turco: 1

Anadolu Efes: 2022-23
- Coppa del Presidente: 1

Anadolu Efes: 2022
- Campionato italiano: 1

Virtus Bologna: 2024-25

### Individuale
- Miglior prospetto della Lega Adriatica: 1

Cibona Zagabria: 2015-16
- All-Israeli League Fisrt Team: 1

Hapoel Holon: 2020-21
- MVP Coppa del Presidente:1

Anadolu Efes: 2022